# Banpo

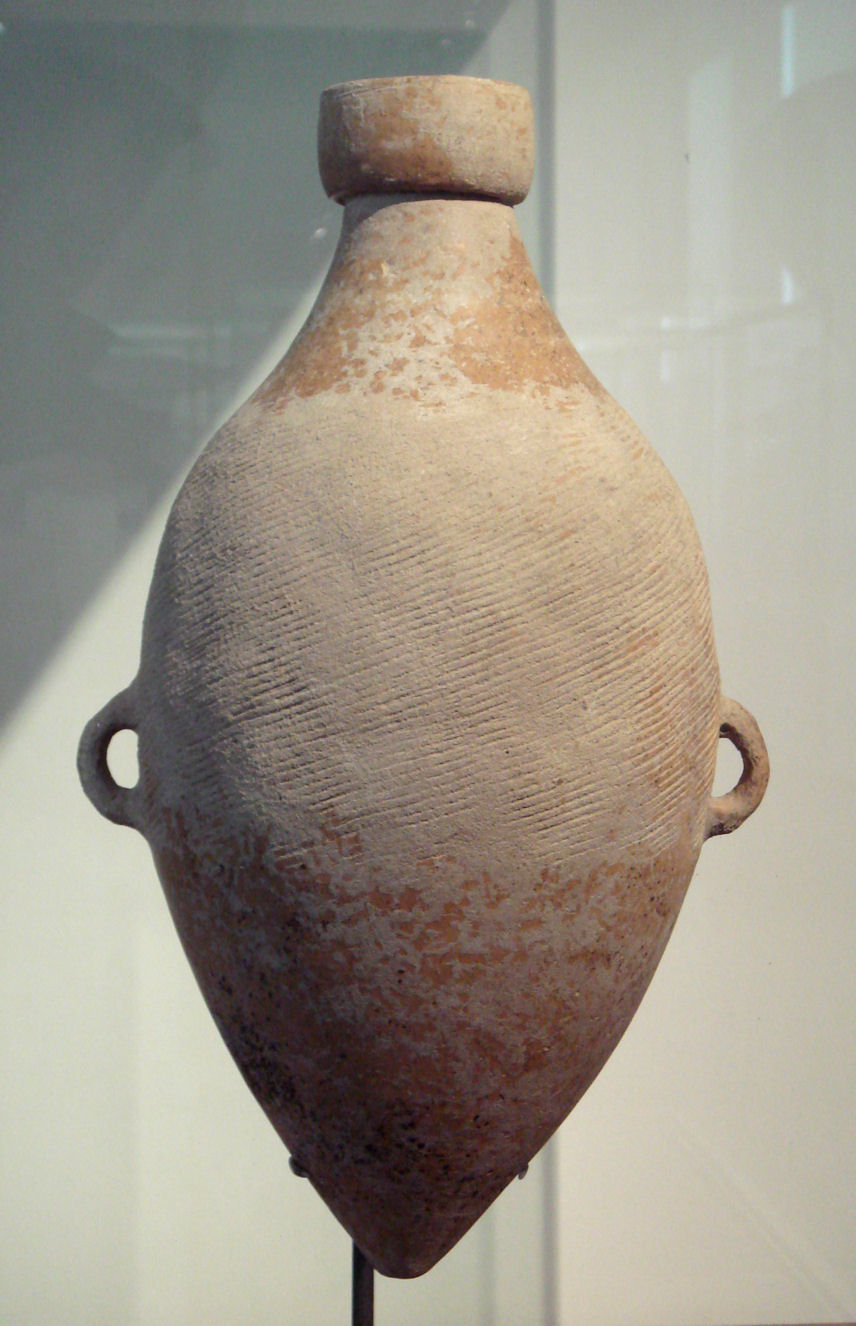
Amfora z Banpo z około 4500 p.n.e. Muzeum Guimet

Banpo (chiń. 半坡; pinyin Bànpō) – neolityczna osada odkryta w pobliżu miasta Xi’an w Chinach. Jest najbardziej znanym wykopaliskiem archeologicznym związanym z kulturą Yangshao. Wykopaliska w tym rejonie trwały w latach 1954–1957. Aktualnie zbiory eksponowane są w Muzeum Banpo w Xi’an.

## Charakterystyka osady
Osada otoczona była fosą, poza obszarem osady odnaleziono jedynie groby i piece garncarskie. W osadzie było około 100 domów – większe w pobliżu centralnego placu i mniejsze na pozostałym obszarze. Domy były prostokątne lub okrągłe. Podłoga w wielu domach była metr poniżej poziomu gruntu. Konstrukcja domów usztywniana była drewnianymi palami, dachy natomiast były spadziste, kryte słomą.